# Acid1

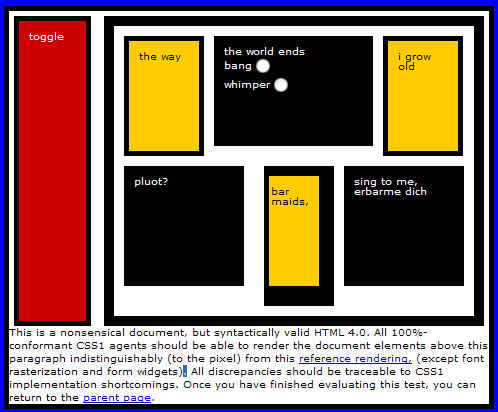
De Acid1-test.

Acid1 is een webpagina van het Web Standards Project om te testen hoe goed webbrowsers aan de CSS1-standaard voldoen. De test is ontwikkeld in oktober 1998. Acid1 was anders dan andere testpagina's toen het uitgebracht werd: het voerde alle tests uit op één pagina en het bood een referentieafbeelding aan om het gewenste resultaat te laten zien.
De test werd ontwikkeld door Todd Fahrner uit onvrede over het ontbreken van fatsoenlijke tests voor de kwaliteit van webpagina's in verschillende webbrowsers. Na het bestuderen van tests van Braden McDaniel ontwikkelde Fahrner de Acid1-test. In 1999 werd de test opgenomen als test 5.5.26.c. bij de CSS1-tests.